# مهرجان كان السينمائي 2024
مهرجان كان السينمائي 2024 هو النسخة السابعة والسبعون للمهرجان اقيم في الفترة من 14 إلى 25 أيار/مايو 2024. وتعد المخرجة والممثلة الأمريكية غريتا غيرويغ هي رئيسة لجنة التحكيم.
شهدت هذه الدورة تكريم الممثلة الأمريكية ميريل ستريب بمنحها السعفة الذهبية الفخرية.

## لجان التحكيم

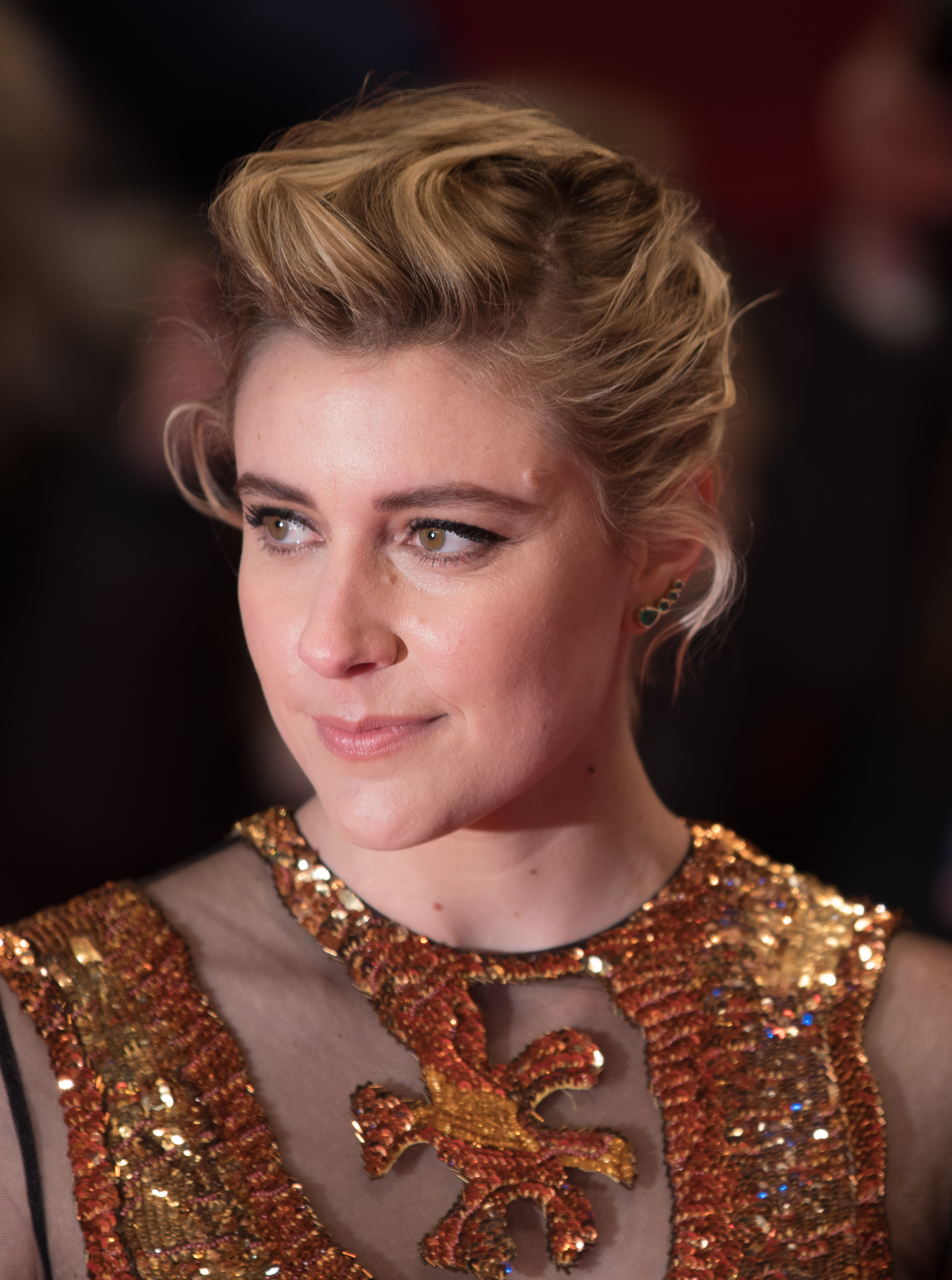
غريتا غيرويغ، رئيس لجنة تحكيم المسابقة الرئيسية

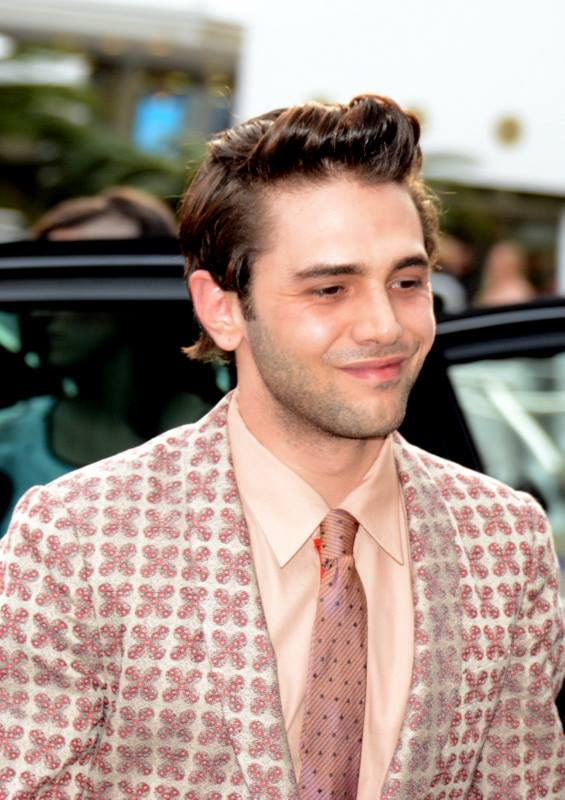
إكسافيير دولان، جائزة نظرة ما (مهرجان كان) رئيس لجنة التحكيم

### المنافسة الرئيسية
- غريتا غيرويغ، ممثلة ومخرجة أفلام أمريكية – رئيسة المحكّمين[5]
- خوان أنطونيو بايونا، مخرج أفلام إسباني[6]
- إيبرو جيلان، ممثلة وكاتبة سيناريو تركية
- بييرفرانشيسكو فافينو، منتج وممثل إيطالي
- ليلي جلادستون، ممثلة أمريكية
- إيفا جرين، ممثلة فرنسية
- هيروكازو كورئيدا، منتج ومخرج أفلام ياباني
- نادين لبكي، ممثلة ومخرجة أفلام لبنانية
- عمر سي، ممثل فرنسي

### الإشادة الخاصة
- خافيير دولان، ممثل ومخرج كندي – رئيس لجنة التحكيم[7]
- ميمونة دوكوري، مخرج سينمائي فرنسي سنغالي[8]
- أسماء المدير، منتجة ومخرجة سينمائية مغربية
- فيكي كريبس، ممثلة لوكسمبورغية-ألمانية
- تود مكارثي، مخرج سينمائي وكاتب وناقد سينمائي أمريكي لبنى أزابال، رئيسة لجنة تحكيم مسابقة السينما والأفلام القصيرة

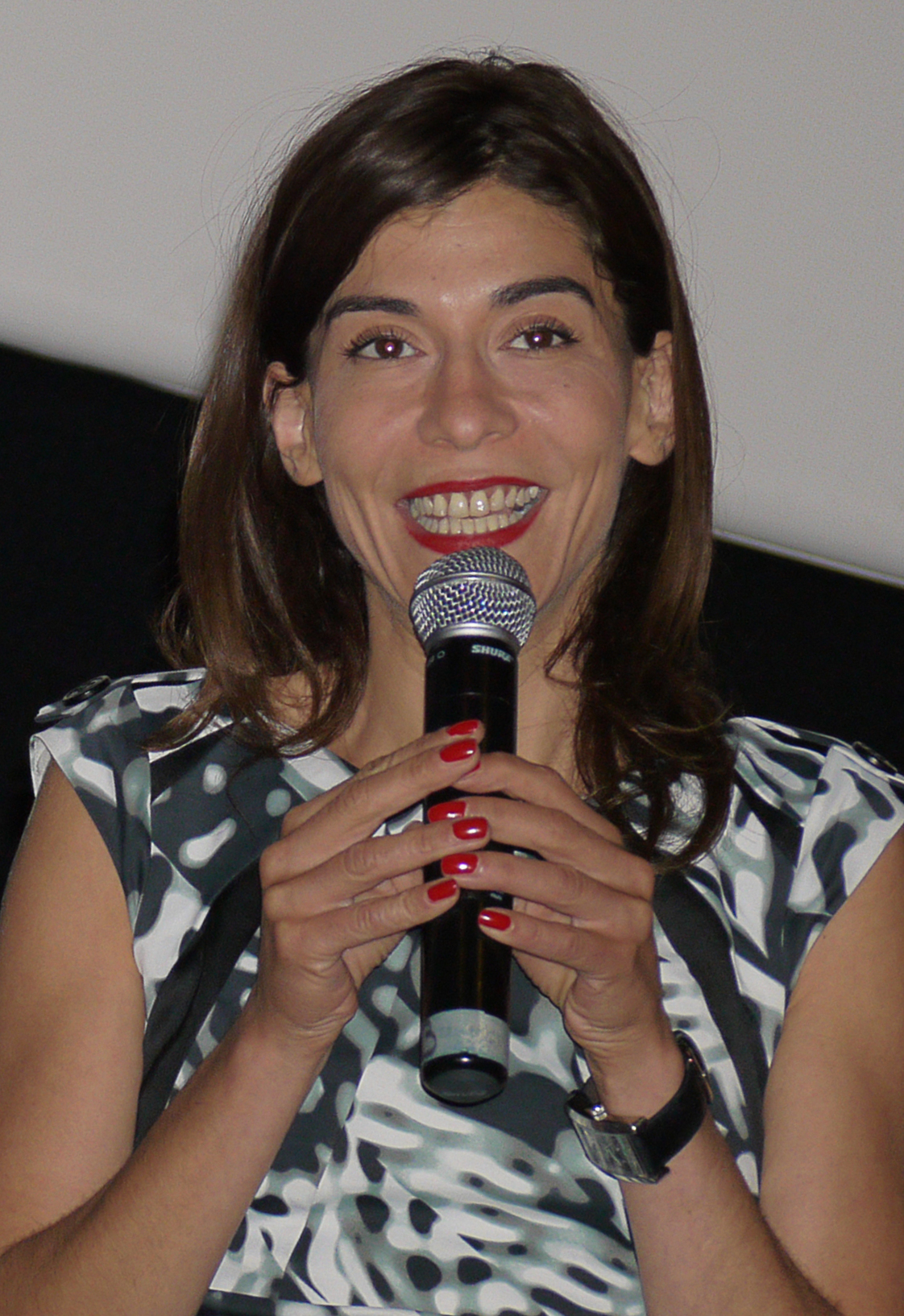
لبنى أزابال، رئيسة لجنة تحكيم مسابقة السينما والأفلام القصيرة

### مسابقة "سينفونداسيون" والأفلام القصيرة
- لبنى أزابال، ممثلة بلجيكية، رئيسة اللجنة[9]
- ماري كاستيل مينشن شار، مخرجة أفلام ومنتجة فرنسية
- باولو موريتي، مبرمج إيطالي
- كلودين نوغاريت، منتجة فرنسية
- فلاديمير بيريشيتش، مخرج أفلام صربي

### الكاميرا الذهبية
- بالوجي، مغني ومخرج بلجيكي كونغولي - الرئيس المشارك للجنة التحكيم[10]
- إيمانويل بيار، ممثلة فرنسية - الرئيس المشارك للجنة التحكيم
- باسكال بورون، عضو مجلس إدارة TSF الفرنسي
- ناتالي شيفليت صحفية من فرنسا
- غيليس بورتيه، مصور سينمائي ومخرج سينمائي فرنسي
- زوي ويتوك، مخرجة أفلام بلجيكية

### العين الذهبية
- نيكولاس فيليبرت، مخرج وممثل فرنسي – رئيس لجنة التحكيم[11]
- ديانا غاي، مخرجة أفلام فرنسية-سنغالية[12]
- إليز جالادو، منتجة فرنسية والمديرة التنفيذية لمهرجان سالونيك السينمائي الدولي
- مينا كافاني، ممثلة إيرانية-فرنسية
- فرانسيس ليجولت، مخرج ومخرج كندي يعمل في هنا راديو كندا الأول

### أسبوع النقّاد
- سيلفي بيالات، منتجة فرنسية - رئيسة لجنة التحكيم[ا]
- بن كرول، ناقد سينمائي وصحفي كندي[14]
- آيريس كالتنباك، مخرجة أفلام فرنسية
- فيرجيني سورديج مصورة سينمائية من بلجيكا
- إليان أومهاير، ممثلة رواندية

## المشاركون

### المسابقة الرسمية
الأفلام التالية شاركت للفوز بجائزة السعفة الذهبية:
| العنوان                               | العنوان الاصلي                       | المخرج              | بلد الانتاج                                       |
| ------------------------------------- | ------------------------------------ | ------------------- | ------------------------------------------------- |
| كل ما نتخيله هو النور                 | All We Imagine as Light              | بايال كاباديا       | فرنسا، الهند، هولندا، لوكسمبورغ، إيطاليا          |
| أنورا                                 | Anora                                | شون بيكر            | الولايات المتحدة                                  |
| المتدرب                               | The Apprentice                       | علي عباسي           | كندا، الدنمارك، أيرلندا، الولايات المتحدة         |
| قلوب تنبض                             | L'Amour Ouf                          | غيل ليلوش           | فرنسا، بلجيكا                                     |
| طائر                                  | Bird (QP)                            | أندريا أرنولد       | المملكة المتحدة، فرنسا، ألمانيا، الولايات المتحدة |
| قبض عليها المد والجزر                 | 风流一代                             | جيا تشانغكي         | الصين                                             |
| إيميليا بيريز                         | Emilia Pérez (QP)                    | جاك أوديار          | فرنسا، المكسيك                                    |
| الفتاة صاحبة الإبرة                   | Pigen med nålen                      | ماغنوس فون هورن     | الدنمارك، بولندا، السويد                          |
| جولة كبرى                             | Grand Tour                           | ميغيل غوميز         | البرتغال، فرنسا، إيطاليا                          |
| أنواع اللطف                           | Kinds of Kindness                    | يورجوس لانثيموس     | أيرلندا، المملكة المتحدة، الولايات المتحدة        |
| ليمونوف: القصيدة                      | Limonov: The Ballad                  | كيريل سيريبرينيكوف  | فرنسا، إيطاليا، إسبانيا                           |
| مارسيلو ميو                           | Marcello Mio (QP)                    | كريستوف أونوريه     | فرنسا، إيطاليا                                    |
| ميغالوبوليس                           | Megalopolis                          | فرانسيس فورد كوبولا | الولايات المتحدة                                  |
| أثمن البضائع                          | La plus précieuse des marchandises   | ميشيل هازانافيسيوس  | فرنسا، بلجيكا                                     |
| موتيل ديستينو                         | Motel Destino (QP)                   | كريم عينوز          | البرازيل، فرنسا، ألمانيا                          |
| أوه، كندا                             | Oh, Canada                           | بول شريدر           | الولايات المتحدة                                  |
| بارثينوب                              | Parthenope                           | باولو سورينتينو     | إيطاليا، فرنسا                                    |
| بذرة التين المقدس                     | دانه انجیر مقدس                      | محمد رسول آف        | إيران، ألمانيا، فرنسا                             |
| الأكفان                               | The Shrouds                          | ديفيد كروننبرغ      | فرنسا، كندا                                       |
| المادة                                | The Substance                        | كورالي فارغيت       | المملكة المتحدة، الولايات المتحدة، فرنسا          |
| ثلاثة كيلومترات إلى نهاية العالم (QP) | Trei Kilometri Pana La Capatul Lumii | إيمانويل بارفو      | رومانيا                                           |
| الماس خام (CdO)                       | Diamant brut                         | أجاثا ريدينغر       | فرنسا                                             |

يشير (CdO) إلى الفيلم المؤهل لجائزة الكاميرا الذهبية باعتباره أول فيلم روائي طويل للمخرج.
يشير (QP) إلى الفيلم المؤهل لجائزة سعفة كوير.

### نظرة ما
الأفلام التالية تنافست في قسم نظرة ما:
| العنوان                           | العنوان الاصلي                     | المخرج               | بلد الانتاج                                        |
| --------------------------------- | ---------------------------------- | -------------------- | -------------------------------------------------- |
| أرماند                            | Armand (CdO)                       | هالفدان أولمان توندل | النرويج، هولندا، ألمانيا، السويد                   |
| الكلب الأسود                      | 狗阵                               | غوان هو              | الصين                                              |
| الملعونون                         | Les Damnés                         | روبرتو مينرفيني      | بلجيكا، إيطاليا، الولايات المتحدة                  |
| كلب قيد المحاكمة (CdO)            | Le Procès du chien                 | لاتيتيا دوش          | سويسرا، فرنسا                                      |
| الفيضان                           | Straume                            | غينتس زيلبالوديس     | بلجيكا، فرنسا، لاتفيا                              |
| البقرة المقدسة (CdO)              | Vingt Dieux!                       | لويز كورفوازييه      | فرنسا                                              |
| المملكة (CdO)                     | Le Royaume                         | جوليان كولونا        | فرنسا                                              |
| شمسي (QP)                         | ぼくのお日さま                     | هيروشي أوكوياما      | اليابان                                            |
| نيكي                              | Niki (CdO)                         | سيلين ساليت          | فرنسا                                              |
| نورة (CdO)                        | نورة (CdO)                         | توفيق الزايدي        | السعودية                                           |
| حول أن تصبح دجاجة غينيا           | On Becoming a Guinea Fowl          | رونغانو نيوني        | أيرلندا، المملكة المتحدة، الولايات المتحدة، زامبيا |
| سانتوش                            | Santosh                            | سانديا سوري          | الهند، فرنسا، ألمانيا، المملكة المتحدة             |
| يقول سبتمبر                       | September Says (CdO)               | اريان لابد           | فرنسا، ألمانيا، اليونان، أيرلندا، المملكة المتحدة  |
| الوقح                             | The Shameless (QP)                 | كونستانتين بويانوف   | الهند، بلغاريا، فرنسا، سويسرا، تايوان              |
| قصة سليمان                        | L'Histoire de Souleymane           | بوريس لوجكين         | فرنسا                                              |
| القرية المجاورة للجنة             | The Village Next to Paradise (CdO) | مو هاراوي            | النمسا، فرنسا، الصومال                             |
| فيت ونام (QP)                     | Trong lòng đất                     | مينه كوي ترونغ       | فيتنام، الفلبين، سنغافورة، فرنسا، هولندا           |
| عندما ينكسر الضوء (فيلم الافتتاح) | Ljósbrot                           | رونار رونارسون       | أيسلندا، هولندا                                    |

يشير (CdO) إلى الفيلم المؤهل لجائزة الكاميرا الذهبية باعتباره أول فيلم روائي طويل للمخرج.
يشير (QP) إلى الفيلم المؤهل لجائزة سعفة كوير.

### خارج المنافسة
إلى جانب العروض العالمية الأولى لأفلام هوليوودية وفرنسية وصينية، وضمن قسم عروض منتصف الليل، عرض المهرجان أيضًا أربعة أفلام قصيرة من إنتاج استوديو غيبلي في مسرح غراند تياتر لوميير، ثلاثة منها لم تُعرض خارج اليابان من قبل، وذلك ضمن احتفالية حصول استوديو غيبلي على جائزة السعفة الذهبية الفخرية. وقد اختيرت الأفلام التالية لعرضها خارج المسابقة:
| العنوان                                       | العنوان الاصلي                        | المخرج                                | بلد الانتاج                |
| --------------------------------------------- | ------------------------------------- | ------------------------------------- | -------------------------- |
| الكونت مونت كريستو                            | Le Comte de Monte-Cristo              | ألكسندر دي لا باتيلير وماتيو ديلابورت | فرنسا                      |
| فيريوسا                                       | Furiosa                               | جورج ميلر                             | أستراليا، الولايات المتحدة |
| الأفق: ملحمة أمريكية – الفصل الأول            | Horizon: An American Saga – Chapter 1 | كيفين كوستنر                          | الولايات المتحدة           |
| شائعات                                        | Rumours                               | جاي مادين وإيفان جونسون وجالين جونسون | كندا، ألمانيا              |
| الفصل الثاني (فيلم الافتتاح)                  | Le Deuxième Acte                      | ماستر أيوزو                           | فرنسا                      |
| ليس لها اسم                                   | 醬園弄                                | بيتر تشان                             | الصين، هونغ كونغ           |
| عروض منتصف الليل                              |                                       |                                       |                            |
| البالكونيتس (QP)                              | Les Femmes au Balcon                  | نومي ميرلانت                          | فرنسا                      |
| أنا الجلاد                                    | 베테랑 2                              | ريو سيونغ-وان                         | كوريا الجنوبية             |
| راكب الأمواج                                  | The Surfer                            | لوركان فينيغان                        | أستراليا، أيرلندا          |
| شفق المحاربين: مسور                           | 九龍城寨之圍城                        | سوي تشيانغ                            | الصين، هونغ كونغ           |
| احتفالات ستوديو غيبلي بالسعفة الذهبية الفخرية |                                       |                                       |                            |
| اليرقة بورو (2018)                            | 毛虫のボロ                            | هاياو ميازاكي                         | اليابان                    |
| البحث عن منزل (2006)                          | やどさがし                            | هاياو ميازاكي                         | اليابان                    |
| مي وحافلة القطة الصغيرة (2002)                | めいとこねこバス                      | هاياو ميازاكي                         | اليابان                    |
| السيد العجين وأميرة البيض (2010)              | パン種とタマゴ姫                      | هاياو ميازاكي                         | اليابان                    |

يشير (QP) إلى الفيلم المؤهل لجائزة سعفة كوير.

### العرض الأول في كان
الأفلام التالية تشارك في قسم العرض الأول في مهرجان كان:
| العنوان                   | العنوان الاصلي           | المخرج                      | بلد الانتاج                                      |
| ------------------------- | ------------------------ | --------------------------- | ------------------------------------------------ |
| ماريا                     | Maria                    | جيسيكا بالود                | فرنسا                                            |
| في حب تودا                | في حب تودا               | نبيل عيوش                   | بلجيكا، الدنمارك، فرنسا، المغرب، هولندا، النرويج |
| هذا ليس أنا               | C'est Pas Moi            | ليوس كاراكس                 | فرنسا                                            |
| قصة جيم                   | Le Roman de Jim          | أرنود لاريو وجان ماري لاريو | فرنسا                                            |
| فرقة الموسيقى العسكرية    | En Fanfare               | إيمانويل كوركول             | فرنسا                                            |
| لقاء مع بول بوت           | Rendez-vous avec Pol Pot | ريثي بانه                   | فرنسا، كمبوديا، تايوان، قطر، تركيا               |
| رحمة (QP)                 | Miséricorde              | آلان غيرودي                 | فرنسا، البرتغال، إسبانيا                         |
| العيش، الموت، النهضة (QP) | Vivre, Mourir, Renaître  | جايل موريل                  | فرنسا                                            |

يشير (QP) إلى الفيلم المؤهل لجائزة سعفة كوير.

### عروض خاصة
الأفلام التالية تشارك في قسم العروض الخاصة:
| العنوان                           | العنوان الاصلي                   | المخرج                                               | بلد الانتاج                               |
| --------------------------------- | -------------------------------- | ---------------------------------------------------- | ----------------------------------------- |
| حالة عادية                        | Le fil                           | دانيال أوتويل                                        | فرنسا                                     |
| فيلم غير مكتمل (ŒdO)              | 一部未完成的电影                 | لو يي                                                | سنغافورة، ألمانيا                         |
| فن الفرح (سلسلة)                  | L'arte della gioia               | فاليريا جولينو ونيكولانجيلو جيلورميني                | إيطاليا                                   |
| الجميلة من غزة (ŒdO) (QP)         | La Belle de Gaza                 | يولاند زوبرمان                                       | فرنسا                                     |
| إرنست كول: المفقود والموجود (ŒdO) | Ernest Cole: Lost and Found      | راؤول بيك                                            | فرنسا، الولايات المتحدة                   |
| عشاق السينما! (ŒdO)               | Spectateurs!                     | أرنو ديسبليشين                                       | فرنسا                                     |
| إلى عجائب الدنيا                  | Angelo dans la forêt mystérieuse | فينسنت بارونود وأليكسيس دوكورد                       | فرنسا، لوكسمبورغ                          |
| الغزو (ŒdO)                       | The Invasion                     | سيرجي لوزنيتسا                                       | فرنسا، هولندا، أوكرانيا، الولايات المتحدة |
| تعلم (ŒdO)                        | Apprendre                        | كلير سيمون                                           | فرنسا                                     |
| لولا (ŒdO)                        | Lula                             | أوليفر ستون وروبرت ويلسون                            | الولايات المتحدة، البرازيل                |
| ناستي - أكثر من مجرد تنس (ŒdO)    | Nasty                            | تيودور جورجيو، كريستيان باسكاريو، وتيودور د. بوبيسكو | رومانيا                                   |
| متوحشون                           | Sauvages                         | كلود باراس                                           | فرنسا                                     |

يشير (ŒdO) إلى الفيلم المؤهل لجائزة العين الذهبية باعتباره فيلمًا وثائقيًا.
يشير (QP) إلى الفيلم المؤهل لجائزة سعفة كوير.

### كلاسيكيات كان
افتتح قسم كلاسيكيات كان في 14 مايو، بالجزء الأول (3 ساعات و40 دقيقة) من النسخة الجديدة المرممة لتحفة آبل غاس الصامتة نابليون (1927)، والتي حررها جورج مورييه بالتعاون مع سينماتيك فرانسيز ودعم المركز الوطني للسينما. واختيرت الأفلام التالية للعرض:
| العنوان                                                                       | العنوان الاصلي                                                                | المخرج                     | بلد الانتاج                |
| النسخ الجديدة المرممة                                                         | النسخ الجديدة المرممة                                                         | النسخ الجديدة المرممة      | النسخ الجديدة المرممة      |
| ----------------------------------------------------------------------------- | ----------------------------------------------------------------------------- | -------------------------- | -------------------------- |
| جيش الظلال (1969)                                                             | L'Armée des ombres                                                            | جان بيير ميلفيل            | فرنسا، إيطاليا             |
| بونا (1980)                                                                   | Bona                                                                          | لينو بروكا                 | الفلبين                    |
| باي باي برازيل (1979)                                                         | Bye Bye Brasil                                                                | كارلوس دييغيس              | البرازيل، فرنسا، الأرجنتين |
| مانثان (1976)                                                                 | Manthan                                                                       | شيام بينيجال               | الهند                      |
| السنوات المتدهورة (1984)                                                      | Les Années Déclic                                                             | ريموند ديباردون            | فرنسا                      |
| أربع ليالٍ من حالم (1971)                                                      | Quatre nuits d'un rêveur                                                      | روبرت بريسون               | فرنسا، إيطاليا             |
| غيلدا (1946)                                                                  | Gilda                                                                         | تشارلز فيدور               | الولايات المتحدة           |
| جوني حصل على بندقيته (1971)                                                   | Johnny Got His Gun                                                            | دالتون ترامبو              | الولايات المتحدة           |
| القانون والنظام (1969)                                                        | Law and Order                                                                 | فريدريك وايزمان            | الولايات المتحدة           |
| نابليون (1927) (الفيلم الافتتاحي)                                             | Napoléon vu par Abel Gance                                                    | آبل غاس                    | فرنسا                      |
| باريس، تكساس (1984)                                                           | Paris, Texas                                                                  | ويم فيندرز                 | ألمانيا الغربية، فرنسا     |
| روزورا في الساعة العاشرة (1958)                                               | Rosaura a las diez                                                            | ماريو سوفيتشي              | الأرجنتين                  |
| بلوز شنغهاي (1984)                                                            | 上海之夜                                                                      | تسوي هارك                  | هونغ كونغ، الصين           |
| وردة البحر (1947)                                                             | La rose de la mer                                                             | جاك دي بارونشيلي           | فرنسا                      |
| الساموراي السبعة (1954)                                                       | 七人の侍                                                                      | أكيرا كوروساوا             | اليابان                    |
| صفع الوحش على الصفحة الأولى (1972)                                            | Sbatti il mostro in prima pagina                                              | ماركو بيلوتشيو             | فرنسا، إيطاليا             |
| قطار شوغرلاند السريع (1974)                                                   | The Sugarland Express                                                         | ستيفن سبيلبرغ              | الولايات المتحدة           |
| تاسيو (1984)                                                                  | Tasio                                                                         | مونتكسو أرمينداريز         | إسبانيا                    |
| مظلات شربورغ (1964)                                                           | Les Parapluies de Cherbourg                                                   | جاك ديمي                   | فرنسا، ألمانيا الغربية     |
| مشروع السينما العالمية                                                        |                                                                               |                            |                            |
| مخيم ثياروي (1988)                                                            | Camp de Thiaroye                                                              | عثمان سمبين وثيرنو فاتي سو | السنغال، الجزائر، تونس     |
| فعاليات تكريمية                                                               |                                                                               |                            |                            |
| عرض فيلم اعلان فيلم "سيناريو"                                                 | Exposé du Film Annonce du Film "Scénario"                                     | جان لوك غودار              | فرنسا واليابان             |
| سيناريوهات                                                                    | Scénarios                                                                     | جان لوك غودار              | فرنسا واليابان             |
| أفلام وثائقية عن السينما                                                      |                                                                               |                            |                            |
| إليزابيث تايلور: الأشرطة المفقودة (ŒdO)                                       | Elizabeth Taylor: The Lost Tapes                                              | نانيت بورستين              | الولايات المتحدة           |
| فاي (ŒdO)                                                                     | Faye                                                                          | لوران بوزيرو               | الولايات المتحدة           |
| فرانسوا تروفو، حياتي، سيناريو (ŒdO)                                           | François Truffaut, le Scénario de Ma Vie                                      | ديفيد تيبول                | فرنسا                      |
| هاياو ميازاكي وطائر اللقلق (ŒdO)                                              | Hayao Miyazaki and The Heron                                                  | كاكو أراكاوا               | اليابان                    |
| جاك ديمي، الوردي والأسود (ŒdO)                                                | Jacques Demy, le Rose et le Noir                                              | فلورنس بلاتاريتس           | فرنسا                      |
| جاك روزييه: من واحد إلى آخر (ŒdO)                                             | Jacques Rozier, d'une Vague à l'Autre                                         | إيمانويل بارنو             | فرنسا                      |
| جيم هينسون رجل الأفكار (ŒdO)                                                  | Jim Henson Idea Man                                                           | رون هوارد                  | الولايات المتحدة           |
| Le Siècle de Costa-Gavras (episode 3): La Vérité est Révolutionnaire – l'Aveu | Le Siècle de Costa-Gavras (episode 3): La Vérité est Révolutionnaire – l'Aveu | يانيك كيرغوات              | فرنسا                      |
| الألعاب الأولمبية! فرنسا للألعاب (ŒdO)                                        | Olympiques! La France des jeux                                                | ميكائيل جامراسني           | فرنسا                      |
| ذات مرة ميشيل ليغراند (CdO)                                                   | Il Était Une Fois Michel Legrand                                              | ديفيد هيرتزوغ ديسيتس       | فرنسا                      |
| المشي في الأفلام (ŒdO)                                                        | 영화 청년, 동호                                                               | كيم ليانغ                  | كوريا الجنوبية             |

يشير (ŒdO) إلى الفيلم المؤهل لجائزة العين الذهبية باعتباره فيلمًا وثائقيًا.

## الفائزون
| الجائزة            | الفائز                                                                             |
| ------------------ | ---------------------------------------------------------------------------------- |
| السعفة الذهبية     | انورا للمخرج الامريكي شون بيكر.                                                    |
| الجائزة الكبرى     | آل وي إيماجن آز لايت- للمخرج بايال كاباديا.                                        |
| جائزة أفضل إخراج   | ميغيل غوميز - عن فيلمه غراند تور.                                                  |
| جائزة لجنة التحكيم | إيميليا بيريز للمخرج جاك أوديار.                                                   |
| جائزة أفضل سيناريو | المادة - الكاتبة كورالي فارجا.                                                     |
| جائزة أفضل ممثل    | جيسي بليمنز عن دوره في فيلم أنواع اللطف                                            |
| جائزة أفضل ممثلة   | كارلا صوفيا جاسكون وزوي سالدانيا وسيلينا غوميز وأدريانا باز، عن فيلم إيميليا بيريز |

## الجوائز والتكريم
- نال الفيلم المصري " رفعت عيني للسما" جائزة العين الذهبية لأفضل فيلم تسجيلي مناصفة مع الفيلم الفرنسي ،إرنست كول: فقد ووجد.[33][34][35][36]
- نال المخرج الإيراني محمد رسول آف جائزة التحكيم الخاصة عن فيلمه "بذرة التين المقدس".[37]

### جائزة لجنة التحكيم
- جائزة نظرة ما (مهرجان كان): الكلب الأسود للمخرج غوان هو[38]
- جائزة لجنة التحكيم الخاصة: قصة سليمان للمخرج بوريس لوجكين
- جائزة لجنة التحكيم لأفضل مخرج:
  - الملعون للمخرج روبيرتو منيرفيني
  - On Becoming a Guinea Fowl للمخرج رونغانو نيوني
- جائزة لجنة التحكيم لأفضل أداء:
  - أناسويا سينغوبتا عن دورها في فيلم الوقح
  - آبو سنغارا عن دوره في قصة سليمان
- جائزة لجنة التحكيم لفئة الشباب: البقرة المقدسة للمخرج لويز كورفواسير
- تنويه خاص: نورة (فيلم) للمخرج توفيق الزايدي

### السعفة الذهبية الفخرية
- ميريل ستريب[39]
- استوديو غيبلي[40]
- جورج لوكاس[41][42]

### الكاميرا الذهبية (مهرجان كان)
- أرماند للمخرج هالفدان أولمان تونديل[38]
  - تنويه خاص: مونغريل للمخرجَين شيانغ وي ليانغ ويو تشياو يين

### السعفة الذهبية للأفلام القصيرة
- الرجل الذي لم يستطع البقاء صامتا للمخرج نيبويسا سليبتشيفيتش[38]
  - تنويه خاص: Bad for a Moment للمخرج دانيال سواريز

### سينيفونداسيون
- الجائزة الأولى: عباد الشمس أول من علم..." للمخرج: شيداناندا س. نايك[43]
- الجائزة الثانية:
  - خارج النافذة عبر الجدار للمخرجة آسيا سيجالوفيتش
  - الفوضى التي تركتها وراءها للمخرج نيكوس كوليوكوس
- الجائزة الثالثة: بونيهود للمخرجة منسي ماهيشواري

### المنافسة الغامرة
- ملون تانيا دي مونتين، ستيفان فوينكينوس، بيير آلان جيرو[44]